# Balearen-Eidechse
Die Balearen-Eidechse (Podarcis lilfordi) oder Balearen-Mauereidechse gehört zur Familie der Echten Eidechsen (Lacertidae) und zur Gattung der Mauereidechsen (Podarcis) und lebt auf den Balearen.

## Merkmale
Die Balearen-Eidechse ist eine kleinere, etwas gedrungen wirkende Eidechse mit 18–20 cm Gesamtlänge und einer Kopf-Rumpf-Länge von bis zu 8 cm. Die Schnauze ist spitz, die Rückenschuppen sind glatt. In Färbung und Zeichnung ist sie äußerst variabel, die Grundfarbe ist oberseits oft bräunlich oder grünlich, aber auch blau-schwarz bis komplett schwarz. Auf der Rückenmitte und den Rückenseiten sind in der Regel drei dunkle, oft unterbrochene Längsstreifen. An den Flanken können netzartige Muster ausgeprägt und an den Bauchrändern blaue Flecken vorhanden sein. Die Unterseite ist weißlich, gelb, rötlich oder ultramarinblau, dabei häufig mit dunklen Flecken und Mustern, vor allem auf der Kehle.

## Verwechslungsarten
Die Balearen-Eidechse ist von der nah verwandten Pityusen-Eidechse kaum zu unterscheiden. Ihre Verbreitungsgebiete überschneiden sich jedoch nicht. Im Gegensatz zu den kleineren, rundlichen und ungekielten Rückenschuppen der Balearen-Eidechse hat die Pityusen-Eidechse längliche, sechseckige Rückenschuppen.

## Verbreitung
Das Verbreitungsgebiet beschränkt sich auf verschiedene Inseln der östlichen Balearen, die beiden Hauptinseln Mallorca und Menorca werden bis auf wenige eingeschleppte Populationen aber nicht besiedelt. Die Balearen-Eidechse kommt unter anderem auf den Inseln Cabrera, Sa Dragonera, Illa de l’Aire und auf zahlreichen kleinen Inseln im Cabrera-Archipel, südlich und südwestlich von Mallorca und um Menorca herum vor.

## Lebensraum
Besiedelt werden alle Lebensräume der kleinen Eilande. Auf den größeren Inseln wie Cabrera findet sich die Art vorwiegend in der Küstenzone mit spärlicher Vegetation, dringt aber auch ins Hinterland mit dichterer Gehölzvegetation ein.

## Lebensweise
Die Tiere sind ganzjährig aktiv, wenngleich die Aktivität im Hochwinter und Hochsommer geringer ausfällt. Über die Fortpflanzung ist wenig bekannt, die Weibchen scheinen bis zu dreimal im Jahr Eier zu legen. Jedes Gelege enthält 1–4 Eier, die 14–19 mm lang und 8–13 mm breit sind. Die Nahrung besteht aus verschiedenen Insekten, wie Ameisen, Käfern, Zikaden, Zweiflüglern und Schmetterlingsraupen, aber auch aus einem großen Anteil an pflanzlicher Kost, wie Blüten und Früchten. Auch Pollen, Nektar und Landschnecken werden verzehrt. Fressfeinde der Art variieren von Insel zu Insel. Auf Cabrera sind diese unter anderem die Kleinfleck-Ginsterkatze und der Algerische Igel. Auf manchen Inseln sind die Tiere sehr zutraulich, auf anderen wiederum scheu.

## Gefährdung
Die IUCN listet die Art als stark gefährdet (endangered) mit einem sinkenden Populationstrend. Manche Populationen auf kleinen Inseln sind sehr klein und umfassen zum Teil weniger als 100 Individuen. Diese sind besonders gefährdet. Auf anderen Inseln kommen sehr große Bestände vor mit Siedlungsdichten von 300 bis über 30.000 Tieren pro Hektar. Durch ihr kleines Verbreitungsgebiet ist die Art jedoch empfindlich gegenüber Veränderungen, so könnten Säuger oder konkurrenzstarke andere Eidechsenarten bei Einschleppung für das Verschwinden einzelner Populationen sorgen.

## Unterarten

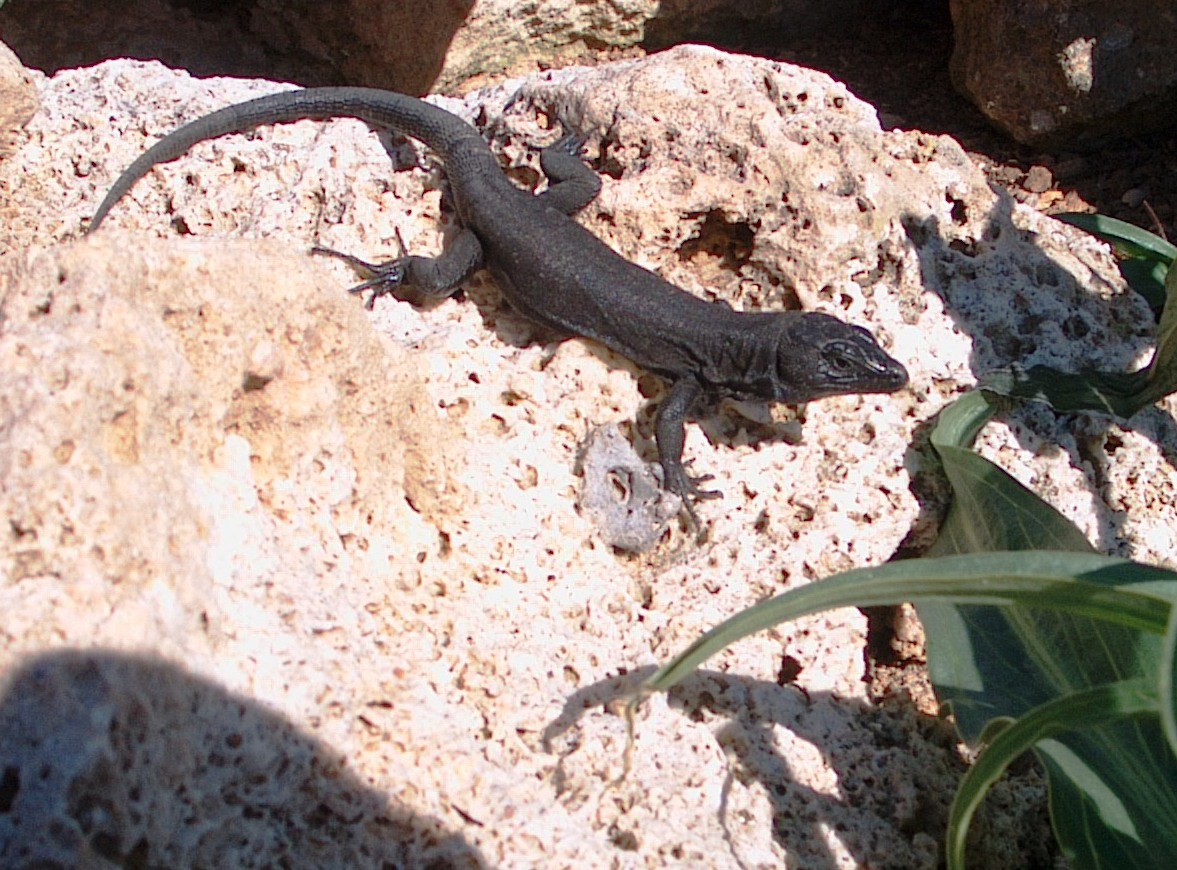
Die Nominatform Podarcis lilfordi lilfordi besiedelt die Insel Illa de l’Aire.

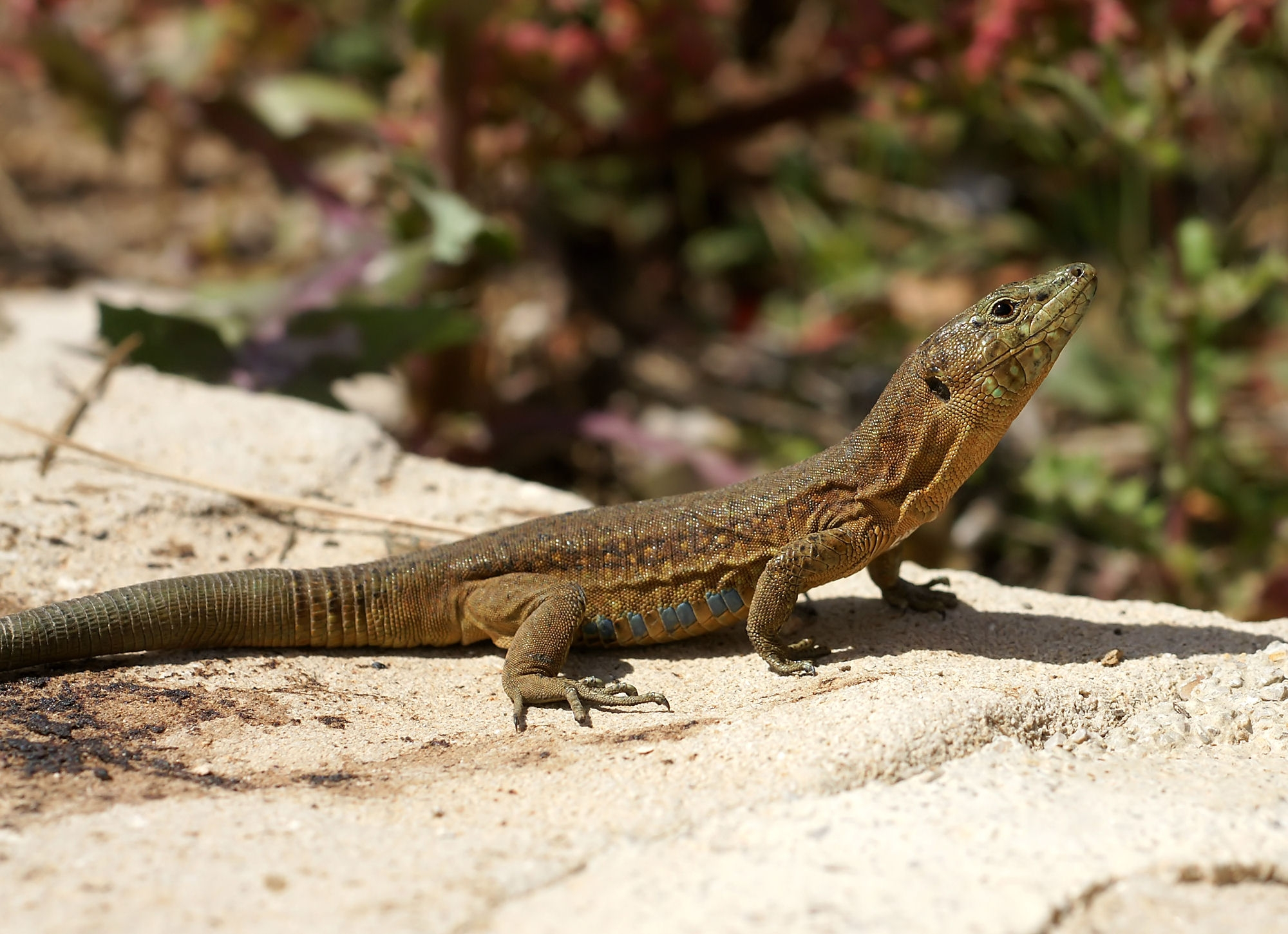
Die Unterart Podarcis lilfordi giglioli lebt auf Sa Dragonera.

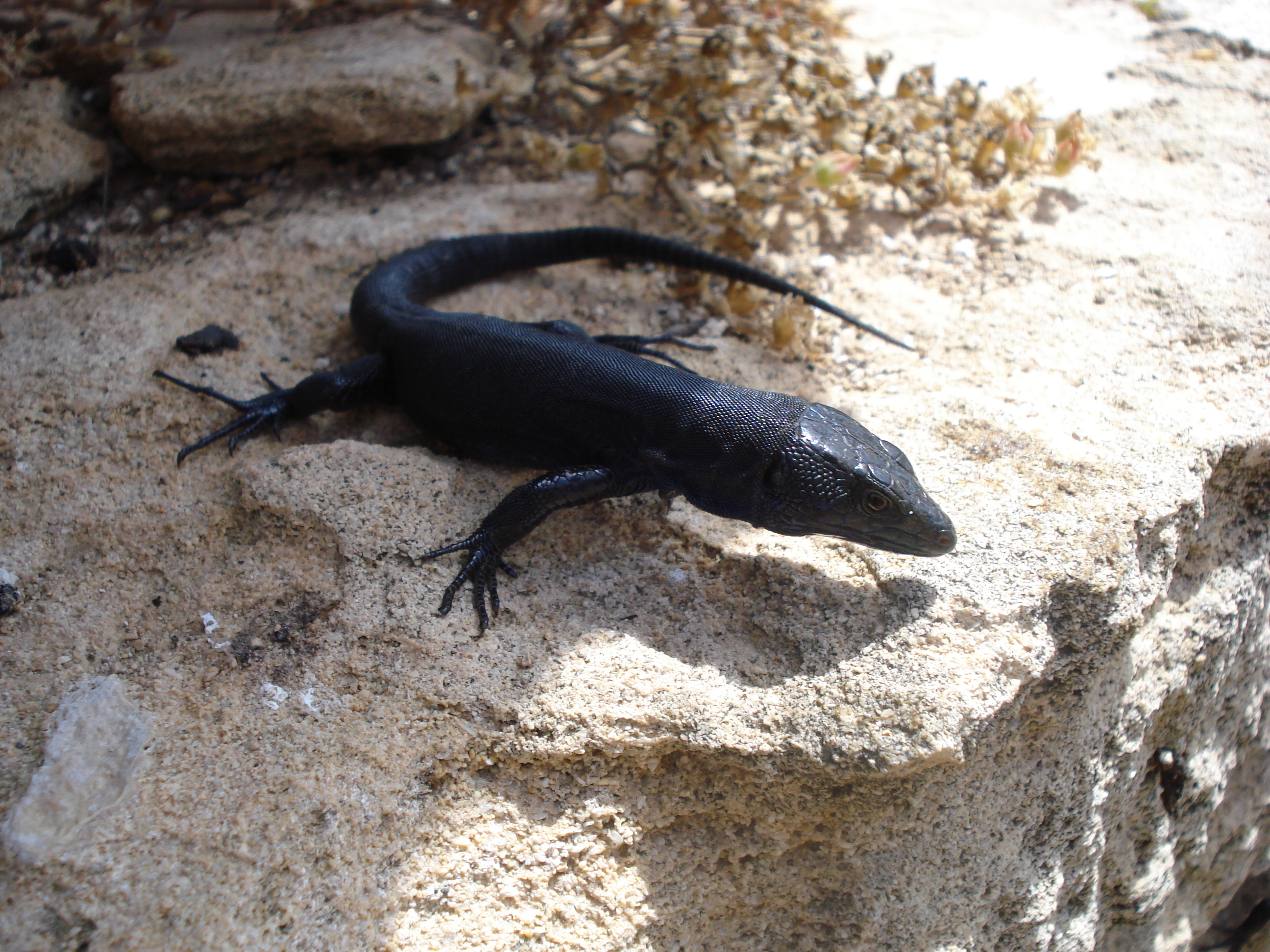
Podarcis lilfordi jordansi

Es wurden 25 Unterarten der Balearen-Eidechse beschrieben, die teilweise nur auf einzelnen Inseln vorkommen. Diese Einteilung ist jedoch fraglich, da die Abgrenzung der einzelnen Populationen schwierig ist.
- Podarcis lilfordi addayae (Eisentraut, 1928)
- Podarcis lilfordi balearica (Bedriaga, 1879)
- Podarcis lilfordi brauni (Müller, 1927)
- Podarcis lilfordi carbonerae Perez Mellado & Salvador, 1988
- Podarcis lilfordi codrellensis Perez Mellado & Salvador, 1988
- Podarcis lilfordi colomi (Salvador, 1980)
- Podarcis lilfordi conejerae (Müller, 1927)
- Podarcis lilfordi espongicola (Salvador, 1979)
- Podarcis lilfordi estelicola (Salvador, 1979)
- Podarcis lilfordi fahrae (Müller, 1927)
- Podarcis lilfordi fenni (Eisentraut, 1928)
- Podarcis lilfordi gigliolii (Bedriaga, 1879)
- Podarcis lilfordi hartmanni (Wettstein, 1937)
- Podarcis lilfordi imperialensis (Salvador, 1979)
- Podarcis lilfordi jordansi (Müller, 1927)
- Podarcis lilfordi kuligae (Müller, 1927)
- Podarcis lilfordi lilfordi (Günther, 1874)
- Podarcis lilfordi nigerrima (Salvador, 1979)
- Podarcis lilfordi planae (Müller, 1927)
- Podarcis lilfordi pobrae (Salvador, 1979)
- Podarcis lilfordi porrosicola Perez Mellado & Salvador, 1988
- † Podarcis lilfordi rodriquezi (Müller, 1927)
- Podarcis lilfordi sargantanae (Eisentraut, 1928)
- Podarcis lilfordi toronis (Hartmann, 1953)
- Podarcis lilfordi xapaticola (Salvador, 1979)